# 覆面系ノイズ
『覆面系ノイズ』（ふくめんけいノイズ）は、福山リョウコによる日本の漫画。『花とゆめ』（白泉社）にて、2013年10号から2019年4号まで連載された。2017年11月時点でコミックス累計発行部数は200万部を突破している。

## あらすじ
歌うことが大好きなニノ(有栖川仁乃)は、幼いころに初恋の相手・モモ(榊桃)、そして由比ヶ浜で出会い、曲づくりをする・ユズ(杠花奏)の2人と別れる経験をする。別れの際に、3人で「いつの日か歌声を目印に、ニノを見つけ出す」という約束をする。
2人と交わした約束を信じて、由比ヶ浜で歌い続けてきたニノは、高校でユズとの再会を果たす。ユズの所属するバンドin No hurry to shout（イノハリ）のボーカルに誘われたニノは、歌う場所を得て、その歌声に磨きをかける日々を送りはじめる。
一方、ニノと同じ高校に通っていたモモは、すでに作曲家としてのキャリアを積んでいた。しかし、モモはニノのために作った曲を「金のために売ってしまった」という自責の念から、ニノを避けていた。

## 登場人物

### 主要人物
担当声優は、特記がない限りアニメ・『花とゆめ』2014年7号付録ドラマCDの声優。演は映画版キャスト。
有栖川 仁乃（ありすがわ にの）
声 - 早見沙織 / 演 - 中条あやみ
Vo.&Gt./アリス （in No hurry to shout）
本作の主人公。通称「ニノ」。高校1年生。好物は”ねぎま”。テレビにて発覚6年前からモモに自分の歌を届けるため、由比ヶ浜で毎朝歌い続けている。ユズに誘われ、イノハリ（in no hurry to shout）のボーカルとなる。のちに軽音部所属。モモのことが好き。ユズからは｢アリス｣と呼ばれている。性格は至ってマイペースで鈍感。周りの反応から、顔が結構可愛いということが判明している。
杠 花奏（ゆずりは かなで）
声 - 山下大輝（アニメ）、高橋李依（アニメ幼少期）、沢城みゆき（ドラマCD） / 演 - 志尊淳
Gt./チェシャ (in No hurry to shout)
通称「ユズ」。高校1年生（年齢はニノより1歳年上だが、留年している）。幼いころニノと出会った曲作りをする少年。まつ毛の長い美少女顔。一人称は、｢僕｣。音楽のあふれる家庭に生まれたが、幼少期に父親が飛行機事故で亡くなったことが原因で、歌を唄う事ができない。母から高校卒業までに歌えないと、音楽は辞めるように、と言われている。身長を伸ばすためにいつも牛乳（牛の乳）を飲んでいる。イノハリの曲すべてを作曲している。ニノが好き。いわゆるツンデレで、二ノの事が大好きだが、｢どうでもいいよ、アリスのことなんか｣などというツンデレ発言は日常茶飯事である。
榊 桃（さかき もも）
声 - 内山昂輝、村中知（アニメ幼少期） / 演 - 小関裕太
Ba./B （SILENT BLACK KITTY）
通称「モモ」。高校1年生。歌とダジャレを愛する。ニノの幼馴染みで三か月年下。お腹にホクロと太腿に火傷痕がある。作曲家・桐生桃として活躍中だが、イノハリのライバルバンドSILENT　BLACK　KITTY(黒猫)にベースとして参加。ニノのために作った歌を売った罪悪感から距離をおこうとするが本当はニノに自分が作った歌を唄ってほしいと思っている。ニノが好き。恋敵のユズとは、お互い敵対心を燃やすものの、普段は仲が良くいい交友関係を築いている。
悠埜 佳斗（はるの よしと）
声 - 小野大輔 / 演 - 杉野遥亮
Ba./クィーン （in No hurry to shout）
通称「ハルヨシ」。高校2年生。女きょうだいの中で育ったためオネエ言葉を話す、軽音部部長。恋愛が絡むと1周まわってダサくなるスキルをもつ。かつて、音楽から離れていたユズを軽音部に誘った。ついに深桜に告白し、付き合うことになった。深桜が好き。
ユズの幼馴染であり、親友である。
珠久里 深桜（すぐり みおう）
声 - 高垣彩陽 / 演 - 真野恵里菜
Vo.&Gt./A （SILENT BLACK KITTY）
軽音部のボーカル。元々イノハリで口パクのアリスに声を当てていた、影のボーカル。桐生桃のオーディションを受け合格し、イノハリ脱退後もSILENT　BLACK KITTY(黒猫)のボーカルとして活動中。一応軽音部には所属。ユズが好き。だったが、ユズを忘れるためにハルヨシと付き合い、ハルヨシのことを意識するようになる。二ノ曰く、まつ毛が太く、キノコのような髪型である。
黒瀬 歩（くろせ あゆみ）
声 - 福山潤（アニメ）、鈴村健一（ドラマCD） / 演 - 磯村勇斗
Dr./ハッター （in No hurry to shout）
通称「クロ」。高校1年生。関西弁をつかっている。イノハリのメンバーに最初に楽器を与えたのは、クロの兄だった。軽音部所属。兄の婚約者の羽依のことが好きだが、その気持ちを隠していた。あることがきっかけで羽依にキスしかけ、家に帰りづらくなったためハルヨシの家に泊まっている。

### 芸能界
梁井 壬散（やない みちる）
声 - 浪川大輔 / 演 - 渡辺大
イノハリのマネージャー。25歳。いつもイノハリのわがままに振り回されているが、ニノの歌声を採用したり、SILENT BLACK KITTYに仕掛ける強気な一面も。ヘビースモーカー。通称「ヤナ」。
久瀬 月果（くぜ つきか）
声 - 新井里美 / 演 - 中島亜梨沙
メビウスエンタテイメント社員。借金を抱えている母親の代わりとして、モモを保護し共に暮らしている。
北条 菖蒲（ほうじょう あやめ）
Dr./C （SILENT BLACK KITTY）
金属アレルギーで、よく首が赤くなっている。深桜いわくアルコール中毒。
グミ
20歳の浪人生。イノハリの翌週MK（ミュージックキング）に出演し、大ブレイク。RH（ロックホライズン）でイノハリの演奏を見て、ニノの大ファンになる。浪人生ながら、あまり勉強しない。ニノたちの高校の文化祭に来る。
東雲（しののめ）
ライター。イノハリや黒猫 （SILENT BLACK KITTY）などの、ルックス重視のバンドを嫌う。「来年には消えている」と発言。しかし、RHでのイノハリの演奏を聴き、考えが変わる。
翠（すい）
ZEROのNo.1人気モデル。テレビ・雑誌でレギュラーを持っている。元々バンドをしていたが、鳴かず飛ばずであきらめ、モデルになった。ZERO5周年記念で歌手デビューにつき、ユズに作曲の依頼、ニノに作詞の依頼をする。珠莉のことが好き。
水上 珠莉（みずかみ じゅり）
ZEROのNo.1人気モデル。テレビ・雑誌でレギュラーを持っている。翠に同じく歌手デビューの際、2人に依頼。男性に触られることを嫌がる潔癖性だが、翠とはたまに手を繋いでいる。

### その他
三戸田瑛士
声 - 鈴木達央、明坂聡美（幼少期）
ニノとモモの同小で、ニノのクラスメイトだった。ニノやモモをよくからかっており、モモとは喧嘩をしていた。ニノの歌声を聞き、歓待する。ニノ達と同じ高校に通っている。昔は坊主頭だったことから、髪が伸びた後もニノから「ハゲくん」と呼ばれている。

## 書誌情報
- 福山リョウコ 『覆面系ノイズ』 白泉社〈花とゆめコミックス〉、全18巻
  1. 2013年10月18日発売、ISBN 978-4-592-21301-7
  2. 2014年2月20日発売、ISBN 978-4-592-21302-4
  3. 2014年6月20日発売、ISBN 978-4-592-21303-1
  4. 2014年10月20日発売、ISBN 978-4-592-21304-8
  5. 2015年1月20日発売、ISBN 978-4-592-21305-5
  6. 2015年7月17日発売、ISBN 978-4-592-21306-2
  7. 2015年10月20日発売、ISBN 978-4-592-21307-9
  8. 2016年1月20日発売、ISBN 978-4-592-21308-6
  9. 2016年4月20日発売、ISBN 978-4-592-21309-3
  10. 2016年8月19日発売、ISBN 978-4-592-21310-9
  11. 2016年12月20日発売、ISBN 978-4-592-21611-7
  12. 2017年3月20日発売、ISBN 978-4-592-21612-4
  13. 2017年6月20日発売、ISBN 978-4-592-21613-1
    - ドラマCD付き限定版 同日発売、ISBN 978-4-592-10575-6

  14. 2017年11月20日発売、ISBN 978-4-592-21614-8
    - ドラマCD付き限定版 同日発売、ISBN 978-4-592-10582-4

  15. 2018年3月20日発売、ISBN 978-4-592-21615-5
    - ドラマCD付き限定版 同日発売、ISBN 978-4-592-10590-9

  16. 2018年8月20日発売、ISBN 978-4-592-21616-2
  17. 2018年12月19日発売、ISBN 978-4-592-21617-9
  18. 2019年3月20日発売、ISBN 978-4-592-21618-6

## テレビアニメ
2016年4月にテレビアニメ化が発表され、2017年4月から6月まで放送された。

### スタッフ
- 原作 - 福山リョウコ（白泉社『花とゆめ』連載）
- 監督 - 髙橋秀弥
- シリーズ構成・脚本 - 赤尾でこ
- キャラクターデザイン - いとうまりこ
- プロップデザイン - 樋口聡美
- 美術監督 - 諸熊倫子
- 色彩設計 - 大塚奈津子
- 撮影監督 - 織田頼信
- 3D監督 - 柴山一生
- 2DW・特殊効果 - 徳丸仁志、立花美紀
- 編集 - 池田康隆
- 音響監督 - 山口貴之
- 音楽 - Sadesper Record（NARASAKI / WATCHMAN）
- プロデューサー - 澤田圭一郎、山田茂樹、矢島佳奈、山田成彦、尾上太基、大森慎司
- アニメーションプロデューサー - 齋藤弥生
- アニメーション制作 - ブレインズ・ベース
- 製作 - アニメ「覆面系ノイズ」製作委員会（ワーナー ブラザース ジャパン、白泉社、クロックワークス、日本アドシステムズ、小学館集英社プロダクション、関西テレビ放送、BSフジ）

### 主題歌
特記がない限り作曲はNARASAKI、編曲・演奏はin NO hurry to shout;。
オープニングテーマ
「ハイスクール [ANIME SIDE] -Bootleg-」（第2話、第3話）
作詞 - 三重野瞳、福山リョウコ / 歌 - 深桜（高垣彩陽）
第1話、第3話では挿入歌として使用された。第4話ではイントロのみ使用された。
「ハイスクール [ANIME SIDE] -Alternative-」（第5話、第7話 - 第11話）
作詞 - 三重野瞳、福山リョウコ / 歌 - ニノ（早見沙織）
第4話では挿入歌・エンディングテーマ、第12話では挿入歌として使用された。

エンディングテーマ「アレグロ」（第1話 - 第3話、第5話 - 第10話、第12話）
作詞 - 福山リョウコ / 歌 - ニノ（早見沙織）

挿入歌
「きらきら星」（第1話、第2話、第5話、第8話、第11話、第12話）
訳詞 - 武鹿悦子 / 作詞・作曲 - フランス民謡
「スパイラル」（第1話、第3話）
作詞 - 三重野瞳、福山リョウコ / 歌 - ニノ（早見沙織）
「ウェンズデイビューティー」（第4話、第9話）
作詞 - 福山リョウコ / 歌 - ニノ（早見沙織）
「カナリヤ [ANIME SIDE]」（第5話、第6 - 12話）
作詞 - 福山リョウコ / 歌 - ニノ（早見沙織）
第4話ではイントロのみ使用された。
「FALLING SILENT」（第7話、第12話）
作詞 - 幸田澪 / 作曲 - Billy / 編曲・演奏 - SILENT BLACK KITTY / 歌 - 深桜（高垣彩陽）
「ノイズ」（第11話、第12話）
作詞 - 福山リョウコ / 歌 - ニノ（早見沙織）

### 各話リスト
| 話数 | サブタイトル                                                     | コンテ                        | 演出                    | 作画監督                                         | 総作画監督     |
| ---- | ---------------------------------------------------------------- | ----------------------------- | ----------------------- | ------------------------------------------------ | -------------- |
| ♭01  | ぼくたちは、ほんとのこころを、かくしてる                         | 髙橋秀弥                      | 髙橋秀弥                | 相坂ナオキ                                       | -              |
| ♭02  | かみさま、アリスのこいが、えいえんにかないませんように           | 後藤圭二                      | 田中良治                | 高野ゆかり 川妻智美 高橋道子 香田知樹 高野やよい | 重本和佳子     |
| ♭03  | どうしても、いますぐ                                             | 樋口聡美                      | 樋口聡美                | 中野圭哉                                         | -              |
| ♭04  | ほんとのこころをかくしたぼくらは、こうしてあのひ、てをくんだんだ | こでらかつゆき                | 佐々木純人              | 高野ゆかり 塚本歩 高橋道子 香田知樹 高野やよい   | 重本和佳子     |
| ♭05  | きみのあんな笑顔、みなくてすんだのに                             | 西森章                        | 山崎茂                  | 中野彰子                                         | たむらかずひこ |
| ♭06  | 今日も明日も、歩く                                               | 大宙征基                      | 真野玲                  | 松尾亜希子                                       | -              |
| ♭07  | ぼくらの視線はようやく、交差したんだ                             | こでらかつゆき                | 田中良治                | 高野ゆかり 水竹修治 香田知樹 松本まみ子 中島裕里 | 重本和佳子     |
| ♭08  | きみのともだちになるって、ぜったい、なってみせるって             | 大原実                        | 山内東生雄              | 相坂ナオキ                                       | -              |
| ♭09  | そうして、ぼくらははしりだした、あの夏をめざして                 | 西森章                        | 真野玲                  | 松尾亜希子 相坂ナオキ 松本健太郎                 | -              |
| ♭10  | アリスにひをつけたのは、ぼくだった                               | 大門大子                      | 菱川直樹                | 中野彰子                                         | たむらかずひこ |
| ♭11  | 全員ここから、離れられなくしてやる                               | こでらかつゆき たかはしひでや | 寺澤和晃 たかはしひでや | 二松真里 松本まみ子 渚美帆 香田知樹 相坂ナオキ   | 重本和佳子     |
| ♭12  | とどきますように                                                 | 髙橋秀弥 大原実               | 髙橋秀弥                | 松尾亜希子 相坂ナオキ 重本和佳子                 | -              |

### 放送局
| 放送期間                | 放送時間                     | 放送局     | 対象地域   | 備考                                         |
| ----------------------- | ---------------------------- | ---------- | ---------- | -------------------------------------------- |
| 2017年4月11日 - 6月27日 | 火曜 23:00 - 23:30           | TOKYO MX   | 東京都     |                                              |
| 2017年4月14日 - 6月30日 | 金曜 2:25 - 2:55（木曜深夜） | 関西テレビ | 近畿広域圏 | 製作委員会参加                               |
| 2017年4月18日 - 7月4日  | 火曜 0:00 - 0:30（月曜深夜） | BSフジ     | 日本全域   | BS放送 / 『アニメギルド』枠 / 製作委員会参加 |

| 配信期間                | 配信時間                     | 配信サイト |
| ----------------------- | ---------------------------- | --- |
| 2017年4月14日 - 6月30日 | 金曜 22:00 - 22:30           | AbemaTV 新作アニメch |
| 2017年4月15日 - 7月1日  | 土曜 12:00 更新              | dアニメストア ニコニコチャンネル dTV ひかりTV J:COMオンデマンド milplus イッツコムオンデマンド TOKAIオンデマンド ビデオパス U-NEXT TSUTAYA TV PlayStation Video Google Play YouTube Rakuten SHOWTIME Amazonインスタント ビデオ Video Market MGSシアター |
| 2017年4月16日 - 7月2日  | 日曜 0:30 - 1:00（土曜深夜） | ニコニコ生放送 |

### BD / DVD
| 巻 | 発売日         | 収録話          | 規格品番   | 規格品番   |
| 巻 | 発売日         | 収録話          | BD初回版   | DVD初回版  |
| -- | -------------- | --------------- | ---------- | ---------- |
| 1  | 2017年6月28日  | 第1話 - 第2話   | 1000647881 | 1000647887 |
| 2  | 2017年8月9日   | 第3話 - 第4話   | 1000647882 | 1000647888 |
| 3  | 2017年8月23日  | 第5話 - 第6話   | 1000647883 | 1000647889 |
| 4  | 2017年9月27日  | 第7話 - 第8話   | 1000647884 | 1000647890 |
| 5  | 2017年10月25日 | 第9話 - 第10話  | 1000647885 | 1000647891 |
| 6  | 2017年11月29日 | 第11話 - 第12話 | 1000647886 | 1000647892 |

### CD
| 発売日        | タイトル                                         | 規格品番                                    |
| ------------- | ------------------------------------------------ | ------------------------------------------- |
| 2017年4月19日 | ハイスクール [ANIME SIDE] -Bootleg- / スパイラル | 1000643196                                  |
| 2017年5月10日 | ハイスクール [ANIME SIDE] -Alternative-          | 1000643197 (初回仕様盤) 1000643198 (通常盤) |
| 2017年5月10日 | アレグロ                                         | 1000643199                                  |
| 2017年5月17日 | カナリヤ [ANIME SIDE]                            | 1000643200                                  |
| 2017年6月14日 | FALLING SILENT                                   | 1000643201                                  |
| 2017年6月21日 | ノイズ                                           | 1000643202                                  |
| 2017年6月28日 | オリジナルサウンドトラック                       | 1000647790                                  |
| 2017年12月6日 | ALICE 〜SONGS OF THE ANONYMOUS NOISE〜           | 1000697136 (初回仕様盤) 1000697137 (通常盤) |

### Webラジオ
『覆面系ノイズ in NO Hurry to Radio;』（ふくめんけいのいずいんノーハリートゥラジオ）は、2017年4月8日から7月1日まで超!A&G+にて毎週土曜15時、音泉にて同日15時30分に配信された番組。パーソナリティはニノ役の早見沙織とユズ役の山下大輝。
| 関西テレビ 金曜2:25 - 2:55（木曜深夜）枠          | 関西テレビ 金曜2:25 - 2:55（木曜深夜）枠    | 関西テレビ 金曜2:25 - 2:55（木曜深夜）枠 |
| 前番組                                            | 番組名                                      | 次番組                                   |
| ------------------------------------------------- | ------------------------------------------- | ---------------------------------------- |
| オールモスト・ヒューマン ※2:25 - 3:25 ※海外ドラマ | 覆面系ノイズ 【ここからアニメ枠】           | サクラダリセット ※30分繰り上げ           |
| BSフジ 火曜0:00 - 0:30（月曜深夜）枠              |                                             |                                          |
| アイドル事変                                      | 覆面系ノイズ 【ここから『アニメギルド』枠】 | 18if ※製作参加                           |

## 実写映画
2016年10月に実写映画化が発表され、2017年11月25日に公開。監督は三木康一郎、主演は中条あやみ。
作品内に登場するバンド「in NO hurry to shout;」として、演者の中条あやみ、志尊淳、磯村勇斗、杉野遥亮が、劇中曲「Close to me」でCDデビュー。

### キャスト（実写映画）
- 有栖川仁乃（ニノ） - 中条あやみ（幼少期 - 斉藤萌紅美）
- 杠花奏（ユズ） - 志尊淳（幼少期 - 荒井雄斗）
- 榊桃（モモ） - 小関裕太（幼少期 - 中川翼）
- 黒瀬歩（クロ） - 磯村勇斗
- 悠埜佳斗（ハルヨシ） - 杉野遥亮
- 珠久里深桜（みおう） - 真野恵里菜
- 月果 - 中島亜梨沙
- ヤナ - 渡辺大
- 児玉宣勝、尾花かんじ、福田ゆみ、宮島咲良 ほか

### スタッフ（実写映画）
- 監督 - 三木康一郎[6]
- 脚本 - 横田理恵、三木康一郎
- 原作 - 福山リョウコ
- 音楽監修プロデュース - MAN WITH A MISSION
- 主題歌 - in NO hurry to shout;「Close to me」
- エンディングテーマ - MAN WITH A MISSION「Find You」
- 選曲 - 長澤佑樹
- 劇伴・音楽指導 - 木村篤史
- 音楽コーディネーター - 高石真実
- 演奏指導 - ホタルライトヒルズバンド
- 撮影 - 板倉陽子
- 照明 - 緑川雅範
- 美術 - 平井亘
- 録音 - 井家眞紀夫、鴇田満男
- 編集 - 普嶋信一
- 調音 - 田中俊
- 音響効果 - 本郷俊介
- ラインプロデューサー - 伊藤正昭
- 製作者 - 岡田美穂、三宅容介、高橋敏弘、小林栄太朗、竹中幸平、東城祐司、前田義晃、島田明、栗栖理恵、荒波修、片岡尚
- プロデューサー - 青木裕子、稲垣竜一郎、米田理恵
- アソシエイトプロデューサー - 池田篤史、木村元子
- 制作プロダクション - メディアミックス・ジャパン
- 製作 - 「覆面系ノイズ」製作委員会（関西テレビ放送、ポニーキャニオン、松竹、テンカラット、ソニー・ミュージックエンタテインメント、メディアミックス・ジャパン、D.N.ドリームパートナーズ、白泉社、S-SIZE、GYAO、イオンエンターテイメント）
- 配給 - 松竹